# HŠK Zmaj Zagreb
Hrvatski športski klub Zmaj Zagreb bio je hrvatski nogometni klub iz Zagreba.
Osnovan je 1918. ili 1919. Osnivači su bili Branko Cvijić, Antun Hraščan, Mirko i Slavko Kaurić, Dragutin Kolar, Antun Neuhard, Vilko Plečko i Slavko Rosenberg. Deset igrača napustilo je klub 1919. te osnovalo Penkalu. Dio igrača Zmaja kasnije je osnovao Atenu.
Zmaj se 1921. spaja s klubom Češka jedanaestorica (također navođen i kao Češka XI), a početkom veljače 1929. sa Zvijezdom.
Zmaj se početkom kolovoza 1932. spaja sa Šoferskim u Šoferski športski klub Zmaj. Klupske boje 1932. bile su zelena i crna, a adresa Bijenička cesta 1, na Šalati. Početkom lipnja 1934. mijenja ime u Šoferski športski klub.
Ne želivši platiti kaznu, klubu je sredinom travnja 1938. ukinuto članstvo u Jugoslavenski nogometni savez nakon što je sam zatražio da mu se ukine članstvo.
Klupska adresa 1925. bila je restauracija Zrinjevac.